# Herbert Rösler (erpetologo)
Herbert Rösler (Thale, 1952) è un erpetologo tedesco.
Il suo campo di studi è principalmente quello dei gechi, ed in particolare la loro morfologia e tassonomia. È autore di numerosi libri sull'argomento, e ha descritto numerose nuove specie.
In suo onore sono state battezzate due specie di geco: Cyrtodactylus roesleri e Phelsuma roesleri.